# Leptogaster pedania
Leptogaster pedania är en tvåvingeart som beskrevs av Francis Walker 1849. Leptogaster pedania ingår i släktet Leptogaster och familjen rovflugor. Inga underarter finns listade i Catalogue of Life.